# 1977년 토론토 국제 영화제
제2회 토론토 국제 영화제는 캐나다 온타리오주 토론토에서 1977년 9월 9일부터 1977년 9월 18일까지 개최된 영화제이다.

## 프로그램

### 갈라 프레젠테이션
- 고양 (영화)
- 번! - 질로 폰테코르보
- La Cecilia by Jean-Louis Comolli
- 결투 (1971년 영화) - 스티븐 스필버그
- 마담D - 막스 오퓔스
- Happy Day by Pantelis Voulgaris
- 순수한 사람들 - 루키노 비스콘티
- 이피게네이아 (영화) - 미카엘 카코야니스
- 어느 날 밤에 생긴 일 - 프랭크 캐프라
- 멋진 인생 - 프랭크 캐프라
- 제이콥의 거짓말 (1975년 영화) - 프랭크 베이어
- 미지의 여인에게서 온 편지 - 막스 오퓔스
- Lions Love - 아녜스 바르다
- 롤라 몽테스 - 막스 오퓔스
- 어울리지 않는 사람들 - 존 휴스턴
- 카비리아의 밤 - 페데리코 펠리니
- One Sings, the Other Doesn't - 아녜스 바르다
- The Reckless Moment - 막스 오퓔스
- 스트로스첵 - 베르너 헤어초크

### 캐네디언 시네마
- À tout prendre - 클로드 유트라
- J.A. Martin Photographer by Jean Beaudin
- Little Tougas (Ti-Cul Tougas, ou, Le bout de la vie) by Jean-Guy Noël
- One Man by Robin Spry
- Outrageous! by Richard Benner